# Tarnawka Pierwsza
Tarnawka Pierwsza – wieś w Polsce położona w województwie lubelskim, w powiecie lubelskim, w gminie Zakrzew.
| SIMC    | Nazwa     | Rodzaj    |
| ------- | --------- | --------- |
| 0905907 | Troszczyn | część wsi |

W latach 1975–1998 miejscowość administracyjnie należała do województwa zamojskiego.
Wieś stanowi sołectwo gminy Zakrzew. Według Narodowego Spisu Powszechnego z roku 2011 wieś liczyła 314 mieszkańców.

## Historia
Tarnawka – dziś Tarnawka Pierwsza i Tarnawka Druga. Wieś notowana w roku 1414 jako Tarnawka, w roku 1462 Tarnawka Minor, u Długosza 1470-80 Tharnowka. Własność szlachecka Zbysława z Tarnawki, następnie drogą sukcesji i zbycia przechodzi na własność wielu właścicieli. W połowie XV wieku jak podaje Słownik geograficzny Królestwa Polskiego wieś Tarnawka położona w parafii Targowiska, miała wielu posiadaczy. Z łanów kmiecych płacono dziesięcinę rozmaicie: z czwartej części dawano dziesięcinę, wartości 10 grzywien plebanowi w Targowiskach (Długosz L.B. t.II, s.502). Według registru poborowego powiatu lubelskiego z roku 1531, Stanisław Czarny (w SgKP Czerny) płacił tu od 1 ½ łanu (Pawiński, Małop., 354). Prócz tego pobór płaci 21 częściowych posiadaczy nie mających kmieci, posiadali po ½ łanu przeważnie.
W roku 1914 na terenie wsi Tarnawka rozegrała się jedna z wielkich bitew wojsk rosyjskich z austro-węgierskim i niemieckimi. Była to część wielkiej ofensywy galicyjskiej. Trwałym śladem tamtych walk są cmentarze wojskowe na polach Tarnawki i Zakrzewa.